# Castineta
Castineta je naselje in občina v francoskem departmaju Haute-Corse regije - otoka Korzika. Leta 2009 je naselje imelo 53 prebivalcev.

## Geografija
Kraj leži v severno-osrednjem delu otoka Korzike ob meji z naravnim regijskim parkom Korziko, 58 km jugozahodno od središča Bastie.

## Uprava
Občina Castineta skupaj s sosednjimi občinami Asco, Bisinchi, Castello-di-Rostino, Castifao, Gavignano, Moltifao, Morosaglia, Saliceto in Valle-di-Rostino sestavlja kanton Castifao-Morosaglia s sedežem v Morosaglii. Kanton je sestavni del okrožja Corte.

## Vir
- Insee (francosko)